# Sözcü
Sözcü (тур. Сёзджю — «Оратор, спикер») — турецкая ежедневная газета. Основана 27 апреля 2007 года в Стамбуле. Слоган — «Sözcü susarsa Türkiye susar» (тур. Замолчит Турция, если замолчит Sözcü).
Входит в состав холдинга Estetik Yayın. Газета основана бывшей редакцией газеты Gözcü (тур. Наблюдатель), принадлежавшей холдингу Doğan Media Group (1996—2007). По состоянию на 2016 год занимает четвёртое место среди самых продаваемых газет в Турции. Sözcü относят к резко антиправительственным газетам.
Под редакцией Sözcü Group выпускается также газета спортивных новостей AMK («Açık Mert Korkusuz» — тур. Открытые, отважные, бесстрашные). Название также созвучно нецензурному слову «влагалище» в турецком языке, употребляемому в интернете как сокращение от слова «amcık», за что в 2012 году газету раскритиковала Группа по защите прав женщин в Турции.